# Liste der Naturdenkmale in Bad Camberg
Die Liste der Naturdenkmale in Bad Camberg nennt die im Gebiet der Stadt Bad Camberg im Landkreis Limburg-Weilburg in Hessen gelegenen Naturdenkmale.
| Bild            | Bezeichnung    | Ortsteil, Lage                    | Beschreibung                 | Art         | Nr.     |
| --------------- | -------------- | --------------------------------- | ---------------------------- | ----------- | ------- |
| Fotos hochladen | 2 Winterlinden | Würges 50° 17′ 1″ N, 8° 16′ 56″ O | Friedhof, Bad Camberg-Würges | Winterlinde | 3533004 |

## Belege
1. ↑  
Liste der Naturdenkmale im Landkreis Limburg-Weilburg. (PDF; 33 kB) In: www.landkreis-limburg-weilburg.de. Landkreis Limburg-Weilburg, März 2018, abgerufen am 10. Juni 2022.

- Karte mit allen Koordinaten:
- OSM |
- WikiMap